# Buschmanns Schöngift
Buschmanns Schöngift (Acokanthera oppositifolia (Lam.) Codd, Syn.: Acokanthera venenata (Burm.f.) G.Don) ist eine Pflanzenart innerhalb der Familie der Hundsgiftgewächse (Apocynaceae). Sie kommt in Arabien und dem tropischen Ost- und Südafrika vor.

## Beschreibung

### Vegetative Merkmale
Buschmanns Schöngift wächst als immergrüner Strauch oder kleiner Baum, der Wuchshöhen von bis zu 5 Meter erreicht. Die gegenständig angeordneten (siehe auch Artepitheton oppositifolia) Laubblätter besitzen eine ledrige, einfache, elliptische und leuchtend grüne Blattspreite.

### Generative Merkmale
In dichten Blütenständen stehen die einen süßlichen Geruch verströmenden Blüten zusammen. Die zwittrigen Blüten sind radiärsymmetrisch und fünfzählig. Die fünf Blütenkronblätter sind weiß bis hellrosafarben. Die fleischigen, pflaumenähnlichen Früchte sind bei Reife rotviolett.

### Chromosomenzahl
Die Chromosomenzahl beträgt 2n = 22.

## Verbreitung
Acokanthera oppositifolia ist überwiegend in Zentralafrika und Teilen von Ost- und Südafrika verbreitet. Sie kommt von Kenia bis ins südliche Afrika vor.

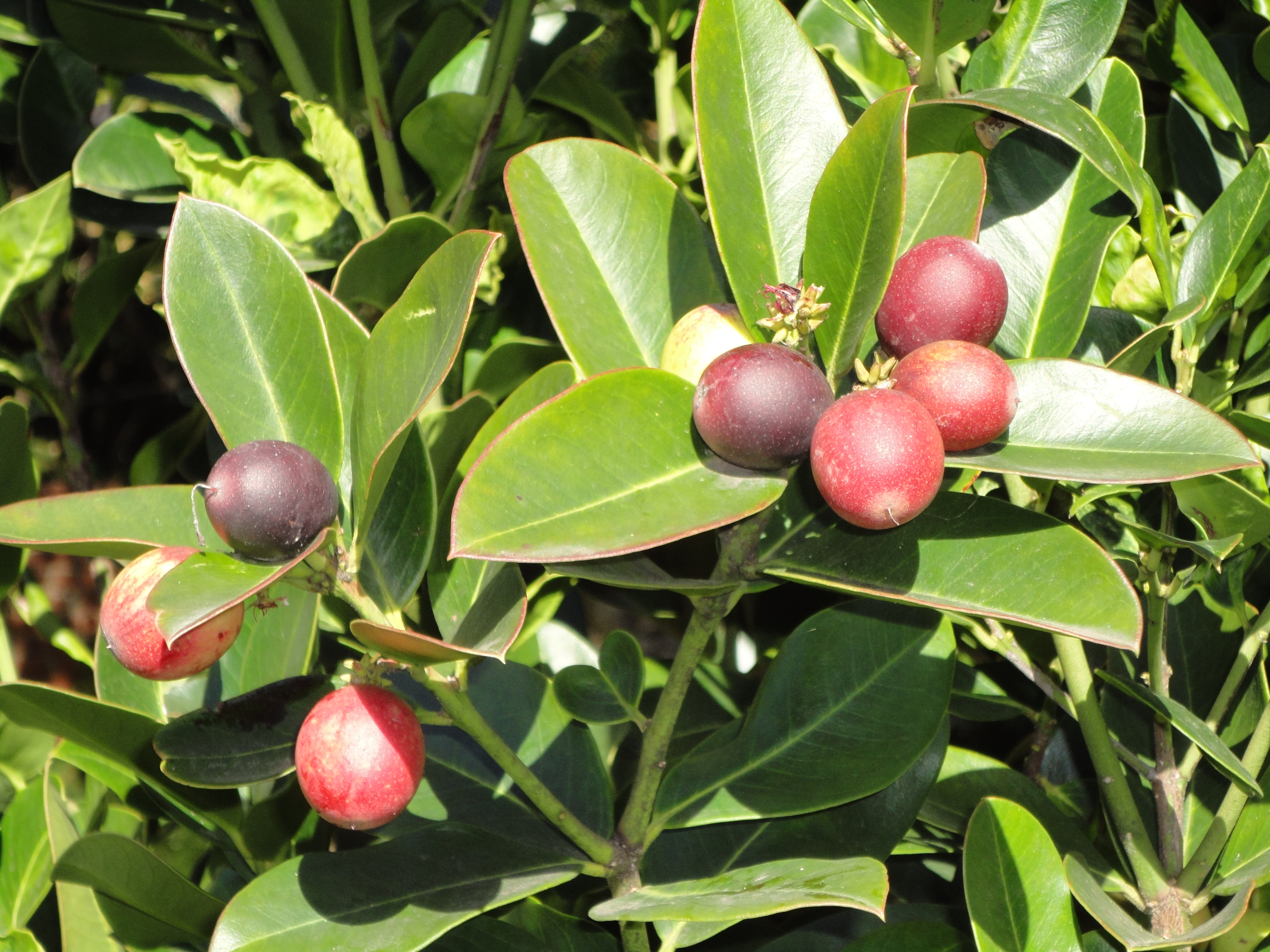
Acokanthera oppositifolia, Früchte

## Wirkstoffe
Die in Acokanthera oppositifolia enthaltenen Wirkstoffe lähmen (in hoher Konzentration) das Herz-Enzym Natrium-Kalium-Pumpe und sind äußerst giftig. Mehrere Cardenolide wie Acovenosid A, B und C sowie Acolongiflorosid A und Glucoavenocosid B zeichnen für die Giftwirkung verantwortlich.

## Verwendung
Acokanthera oppositifolia und die mit ihr verwandten Arten werden in Afrika traditionell als Pfeilgift verwendet. Acokanthera oppositifolia, früher auch Acokanthera ouabaio, enthält Ouabain (deutsch Strophanthin), den Wirkstoff des ostafrikanischen Pfeilgiftes. Zur Gewinnung des Giftes wurden die Blätter, Wurzeln und das Holz der Pflanzen ausgekocht und mit Euphorbienlatex oder Akaziengummi vermischt auf die Pfeilspitzen aufgetragen. Bei einem Menschen führt eine mit einem derartig präparierten Pfeil verursachte Verletzung in 15–20 Minuten zum Tod. Das Holz von Acokanthera oppositifolia  enthält 1,1 % der wirksamen Cardenolide, welche ebenfalls als Gift zur Vollstreckung von Gottesurteilen Anwendung fanden.
In der traditionellen Medizin werden die Pflanzenextrakte von Acokanthera oppositifolia auch bei Bauch- und Kopfschmerzen sowie Schlangenbissen angewendet. Reines Ouabain (g-Strophanthin) kann (in sehr niedriger Dosis) für die Behandlung von akutem Herzmuskel-Versagen verwendet werden.
Die Mähnenratte, große Nagetiere, verwendet das Pflanzengift von Acokanthera oppositifolia, indem sie ihre Blätter zerkauen und mit dem dabei entstandenen Brei ihre eigenen stachelähnlichen Haare einreiben. Dies bietet Schutz vor Angreifern. Die Mähnenratte selbst ist gegen die toxische Wirkung immun.

## Symptomatik
Je nach der Konzentration des Pflanzenextraktes von Acokanthera oppositifolia kann der Tod durch Herzversagen innerhalb weniger Minuten eintreten. Dabei treten Übelkeit, Speichelfluss, Würgreiz, Magendarmbeschwerden, heftiger Durchfall und Erschöpfung auf. Des Weiteren treten Herz und Atmung betreffende Symptome wie Arrhythmien, Arterielle Hypertonie, Koma und Herzstillstand auf, welche charakteristisch für Vergiftungen mit Herzglykosiden sind.